# 叠氮乙烷
叠氮乙烷（化学式 C2H5N3）是一种极易爆炸的化合物，对加热和冲击敏感。它加热到室温时就已经爆炸。 当加热至分解时，它会释放有毒的氮氧化物气体。
它会刺激眼睛、呼吸系统和皮肤。

## 用处
叠氮乙烷可用于合成三唑类有机物。